# Ковали (Чернухинский район)
Ковали (укр. Ковалі) — село,
Кизловский сельский совет,
Чернухинский район,
Полтавская область,
Украина.
Код КОАТУУ — 5325181707. Население по переписи 2001 года составляло 888 человек.

## Географическое положение
Село Ковали находится на правом берегу реки Многа,
выше по течению примыкает село Кизловка,
ниже по течению примыкает село Позники,
на противоположном берегу — пгт Чернухи.
Рядом проходят автомобильные дороги Т-1714 и Р-60.

## Экономика
- ООО «Ковали».

## Объекты социальной сферы
- Школа І—ІІ ст.
- Клуб.

## Достопримечательности
- Братская могила советских воинов.